# 検食
検食（けんしょく）とは、集団給食施設などにおける給食責任者による試食、あるいは集団給食施設や弁当業などで衛生検査用に保存される食品。

## 概説
「検食」には以下の2つの意味があり、その内容を異にする。
1. 集団給食施設において、施設管理者や栄養士が給食の内容を栄養面・衛生面・嗜好面から検査するために試食するもの[1][2][3]。
この意味の検食については#給食責任者による検食の節を参照。
2. 集団給食施設や弁当業などにおいて、衛生検査用に保存される食品[1][3]。
この意味の検食は単に「保存食」ともいう[1][3]。なお、「保存食」には長期間の保存が可能な食品を意味する場合もある（この意味については保存食の項目を参照[注釈 1]）。この意味の検食については#検査用保存食の節を参照（以下では長期間の保存が可能な食品を意味する「保存食」と区別するため、「検査用保存食」として述べる[注釈 2]）。

## 給食責任者による検食
給食責任者による検食は、集団給食施設において調理後に施設管理者や栄養士が給食の内容が実際に献立計画に従って実施されたかを確認するとともに、栄養面・衛生面・嗜好面から食事を検査するために試食するものである。検食の結果は検食簿に記録し、改善の資料とする。
学校給食においては、学校給食調理場および共同調理場の受配校において責任者（主に校長であるが、不在の際には教頭）を定め、児童生徒の摂食開始時間の30分前までに検食を行うこととされている（学校給食法第九条、学校給食衛生管理基準）。

## 検査用保存食
集団給食施設・仕出し業・弁当業などにおいて衛生検査用に保存する食品である。
1997年の厚生労働省の「大量調理施設衛生管理マニュアル」によれば、原材料および調理済み食品を食品ごとに50gずつ清潔な容器に入れ、摂氏マイナス20度以下の状態で2週間以上保管することとされている。
原材料は購入した状態のまま、特に洗浄・殺菌などを行わず保存することとされている。学校給食の場合も同様である。食中毒が発生した場合には原因となった食品と物質を特定する手がかりとなるため、保健所に提出する必要がある。なお、この意味では単に「保存食」あるいは「存置食」ともいう。